# Jacques Besson

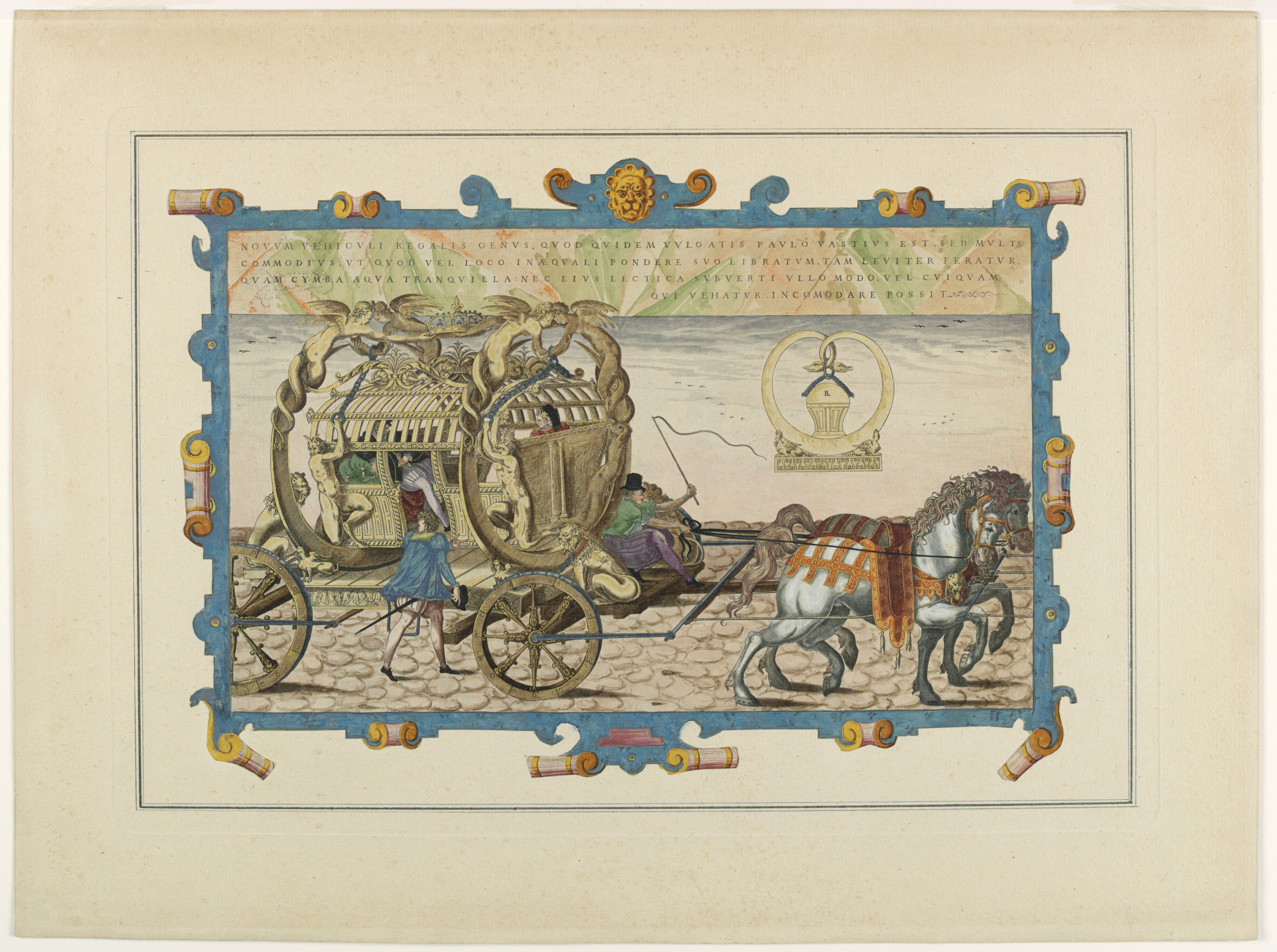
plaat 17 ingekleurd

Jacques Besson (Césane, ~1530 – Parijs, ~1572) was een Franse ingenieur, wiskundige en uitvinder. Hij volgde Leonardo da Vinci op als ingenieur aan het Franse hof.

## Levensloop
Over het privéleven van Besson is weinig bekend. Waarschijnlijk is hij geboren in Colombières, een dorp of buurtschap in het huidige Italië vlakbij Briançon, in de vallei van Oulx. 
Na 1550 was hij professor wiskunde in Parijs. In 1557 werd hij genoemd in de notulen van de gemeenteraad van Lausanne die hem betaalde voor ontwerpen van modellen voor pompen en fonteinen. Rond deze tijd werd hij protestants.
In 1559 publiceerde hij in Zürich zijn eerste verhandeling De absoluta ratione extrahendi olea et aquas e medicamentis simplicibus et oleoginosis.
In 1561 verkreeg hij als religieuze vluchteling het staatsburgerschap van de stad Genève. Hij doceerde er van 1560 tot 1561 wiskunde en werd betaald door het stadsbestuur als docent wiskundige wetenschappen. 
In 1562 verhuisde hij samen met zijn vrouw en dochter naar Villeneuve-de-Berg en werd daar pastor van de gereformeerde Kerk. Het kerkbestuur bezorgde hem twee boeken van Johannes Calvijn: de Commentaar op de Psalmen en de Harmonie van de evangeliën van Matthëus, Marcus en Lucas. Hij was een trouw aanhanger van Calvijn.
In 1564 besloot hij ontslag te nemen en vertrok hij naar Orléans, waar hij "Professeur Sciences" was. Hij voltooide er zijn tweede boek Le Cosmolabe, dat na zijn terugkeer naar Parijs aldaar in 1567 werd uitgegeven.
Het jaar daarop verhuisde hij waarschijnlijk naar Orléans. Daar leerde hij François de Balsac kennen, een luitenant van het hertogdom die hem in 1569 introduceerde bij koning Karel IX en bij de koningin-moeder Catharina de' Medici. Tijdens een koninklijk bezoek in de zomer van 1569 overhandigde Besson hem een versie van zijn magnum opus Theatrum instrumentorum et machinarum. De koning nodigde hem uit aan het hof in Parijs en beloonde hem met de titel van "Maître des machines du Roi".
Hij genoot de gunst van de koning, maar toen ook Karel IX in de nasleep van de Bartholomeusnacht hugenoten ging vervolgen, emigreerde Besson in 1572 naar Engeland.
Hij stierf rond 1573, waarschijnlijk in Engeland.
Na zijn dood keerde zijn weduwe keerde terug naar Lausanne en reisde daarna naar Genève. Ze liet met financiële steun van Claude Juge (een uitgever in Genève) het belangrijkste werk van Jacques drukken door Jean de Laon. Tot 1602 verschenen er nog vele andere edities en vertalingen door verschillende boekhandelaren in Genève.
Zoals veel auteurs (Girolamo Cardano, Giambattista della Porta, Vannoccio Biringuccio, Agostino Ramelli, Vittorio Zonca) bestudeerde Besson allerlei werken van voorgangers, met name Leonardo da Vinci. Een aantal van hun ideeën werkte hij uit tot bruikbare ontwerpen. Zijn boeken onderscheiden zich vooral door de vele prachtig uitgevoerde kopergravures door René Boyvin. In zijn toelichting zegt Besson meerdere keren dat de graveur een fout heeft gemaakt en verduidelijkt hij dan hoe het een en ander wel werkt. Klaarblijkelijk waren de kosten
voor het maken van de gravures te hoog om ze opnieuw te laten maken.
Besson beschrijft vier types van grote machines: pompen, molens, kranen en lieren. Bij elke gravure staat een uitleg over de fabricage en functie. Veel ideeën van Besson en zijn tijdgenoten werden pas in de negentiende eeuw uitgewerkt, de eerste eeuwen na de middeleeuwen was men niet sterk daartoe geneigd.

## Publicaties
- 1559, "De Absoluta Ratione extrahendi olea et aquas e medicamentis simplicibus et oleoginosis"
- 1567, "Le Cosmolabe, ou Instrument universel concernant toutes observations qui se peuvent faire par les sciences mathématiques, tant au ciel, en la terre, comme en la mer".
- 1569, "L'art et science de trouver les eaux et fontaines cachées soubs terre, autrement que par les moyens vulgaires des agriculteurs et architectes".
- 1571, "Description et usaige du compas euclidien".
- 1571, "De absoluta ratione extrahendi olea, e aquas e medicamentis simplicibus in Zürich", uitgave in samenwerking met Conrad Gesner.
- 1578, "Theatrum Instrumentorum et Machinarum (1578)", posthuum uitgegeven in Lyon door Barthelemyh Vincent, meerdere uitgaven.
- 1578, "Theatre des instruments mathématiques et mécaniques", posthuum uitgegeven in Lyon door Barthelemyh Vincent, later ook in Italiaans.

## Praktische ontwerpen
- Cosmolabum, een instrument dat lijkt op het astrolabium en dat werd gebruikt voor het meten van hoekafstanden tussen hemellichamen. Het kon worden gebruikt voor astrometrie, cartografie, navigatie en landmeetkunde.
- Vooral zijn ontwerp van een schroeftapdraaibank (een soort kopieerdraaibank) heeft een positieve invloed gehad op de vervolmaking van deze machines. Voordien moest schroefdraad met de hand worden gevijld.
- Verbeterd ontwerp van de verticale watermolen. Volgens deze principes werden 400 jaar later turbines in Europa gebruikt.

## Afbeeldingen

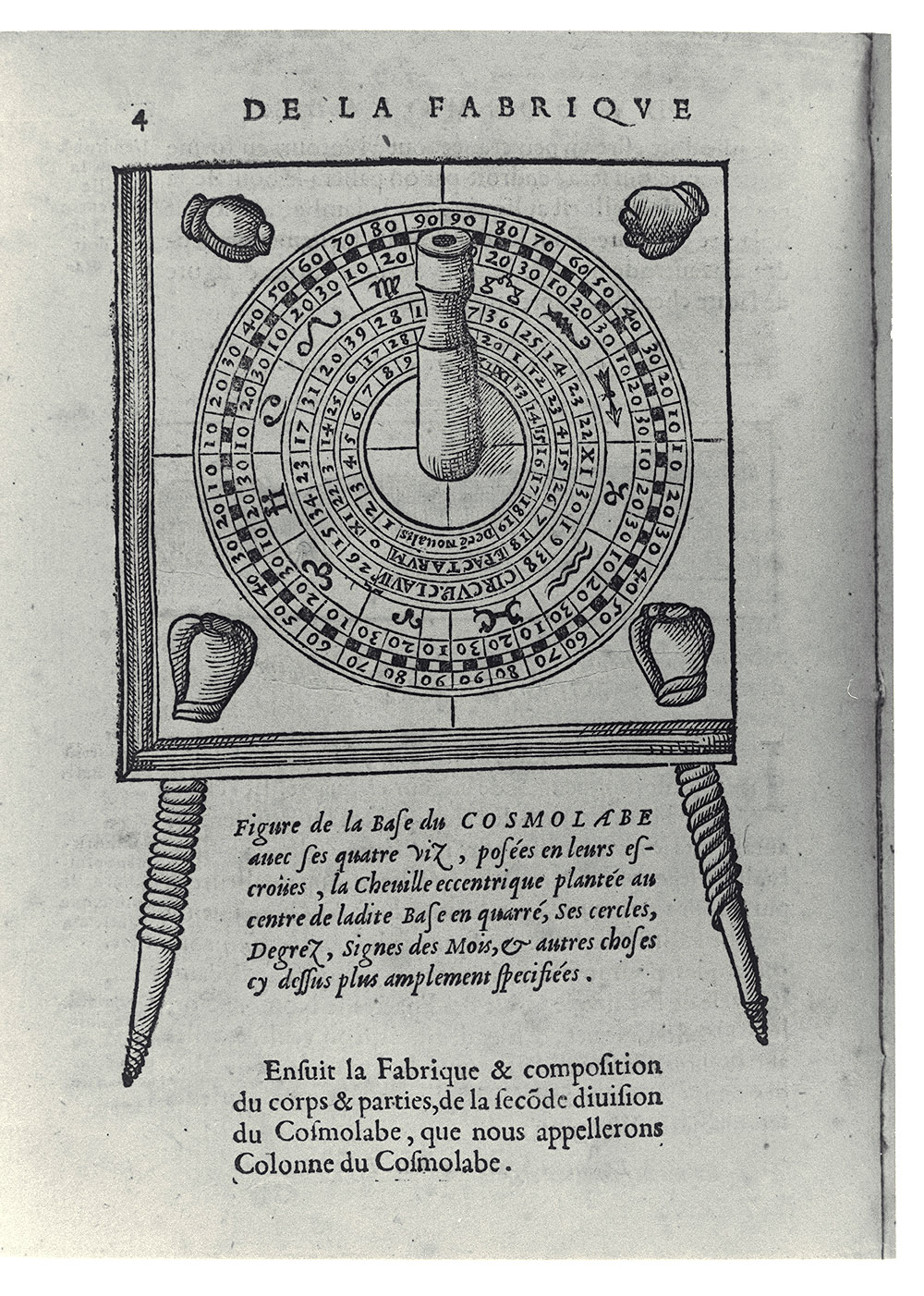
Voet van de Cosmolabe
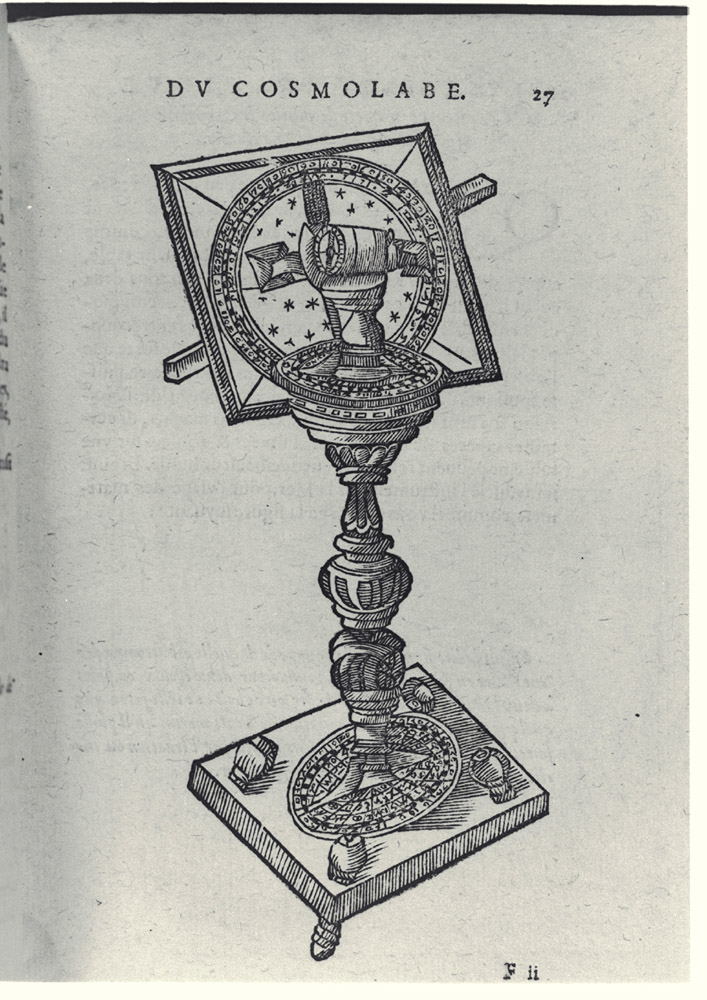
Cosmolabe
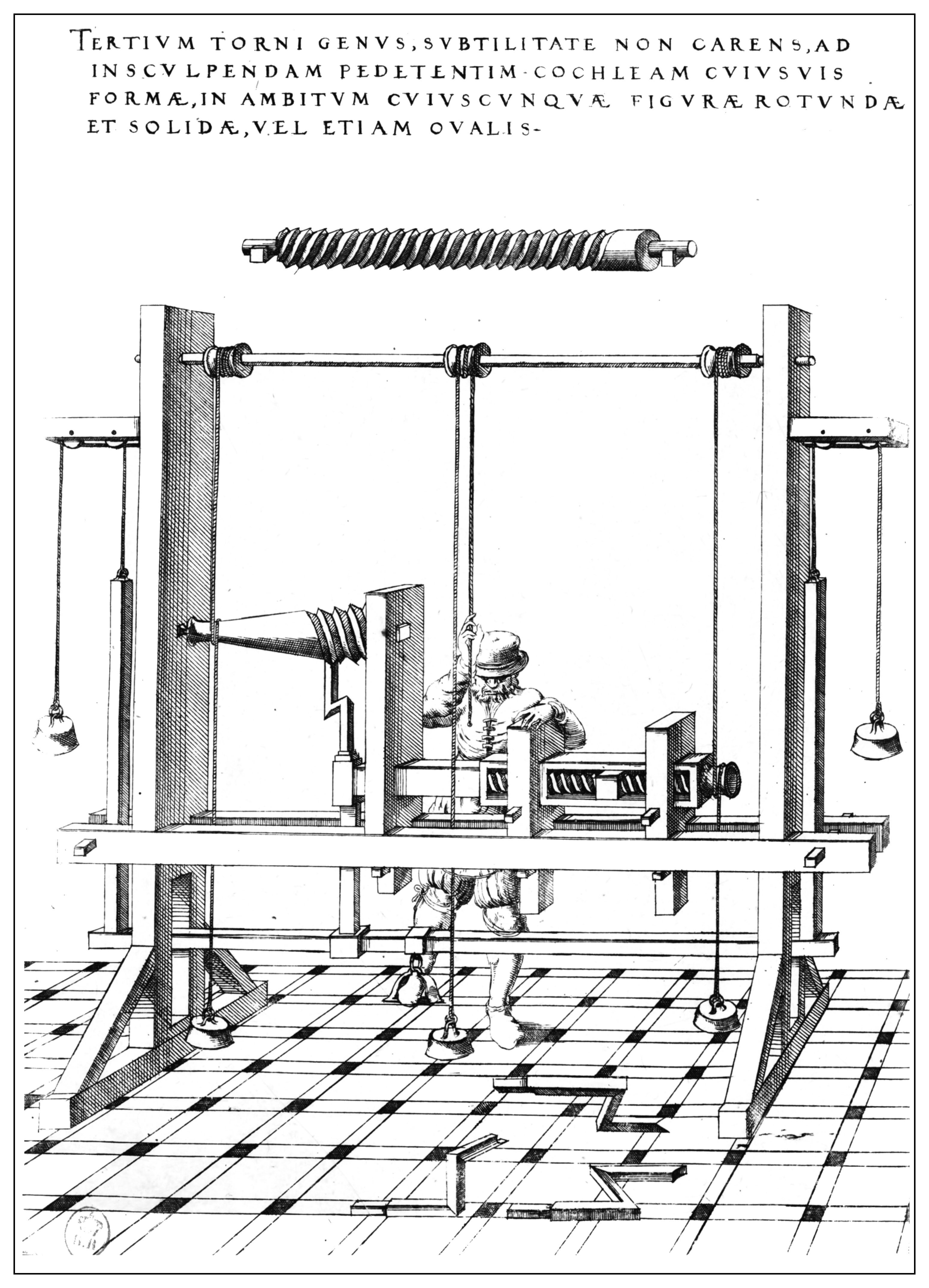
Schroefdraaddraaibank
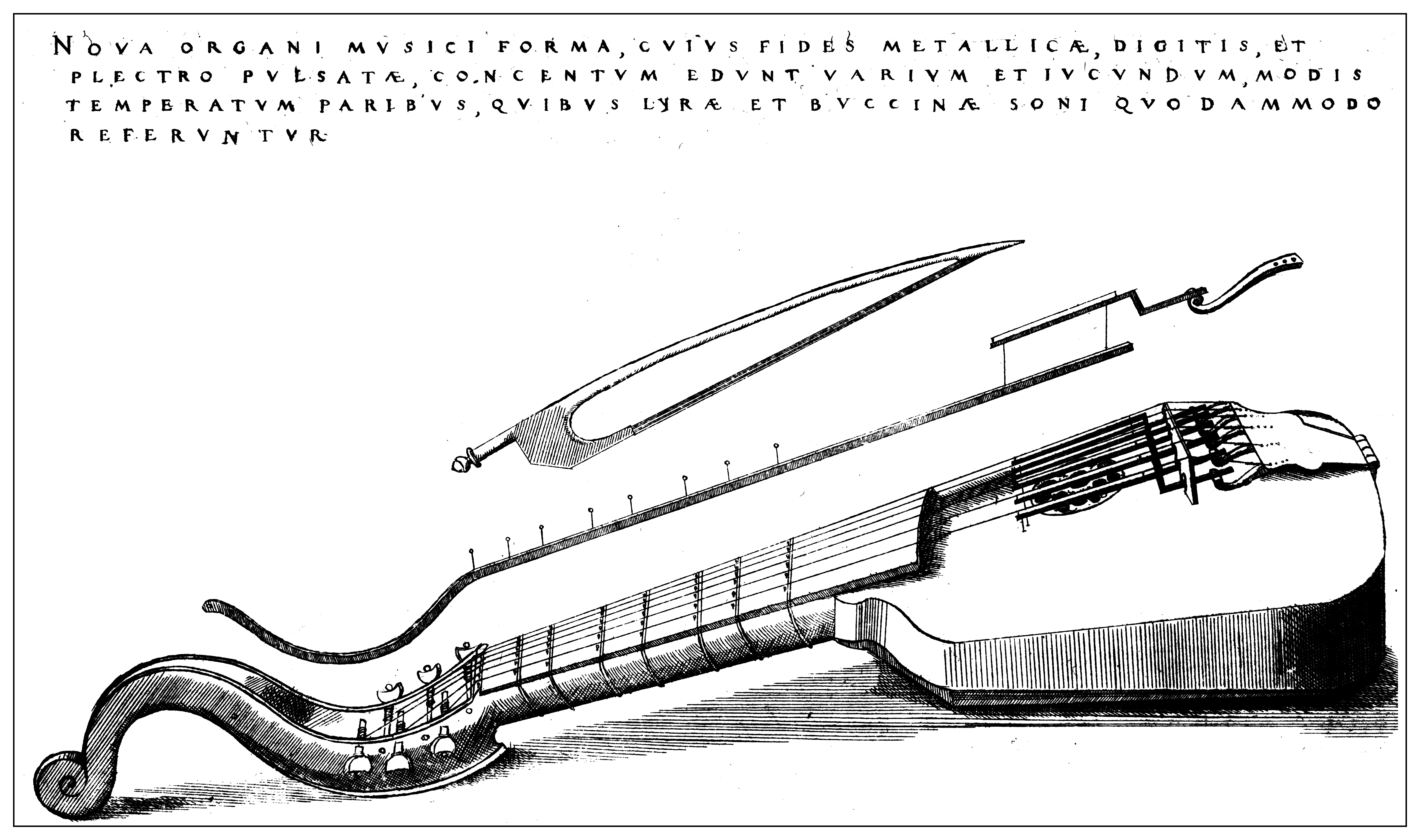
Lierbazuin
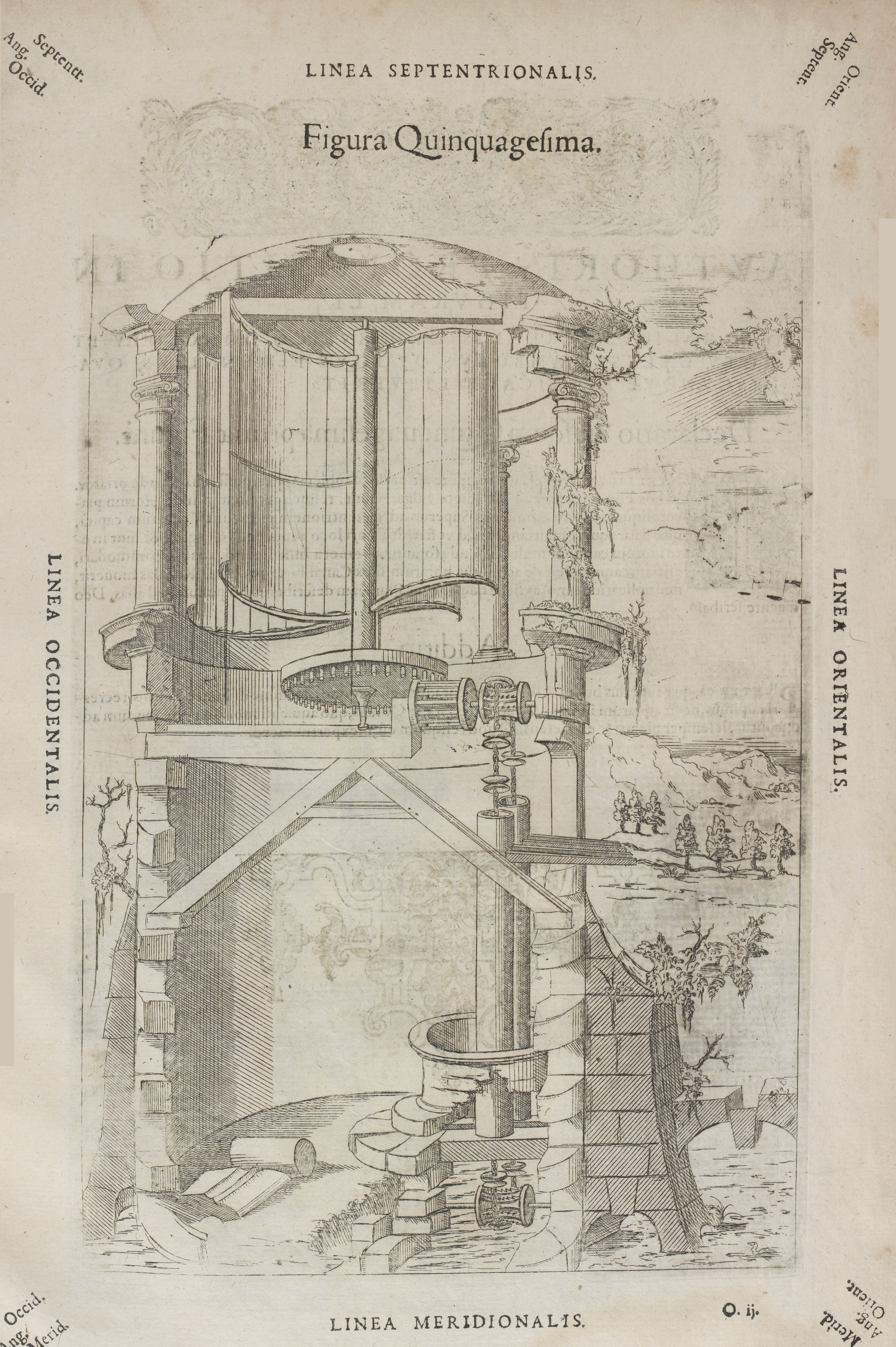
Verticale windturbine
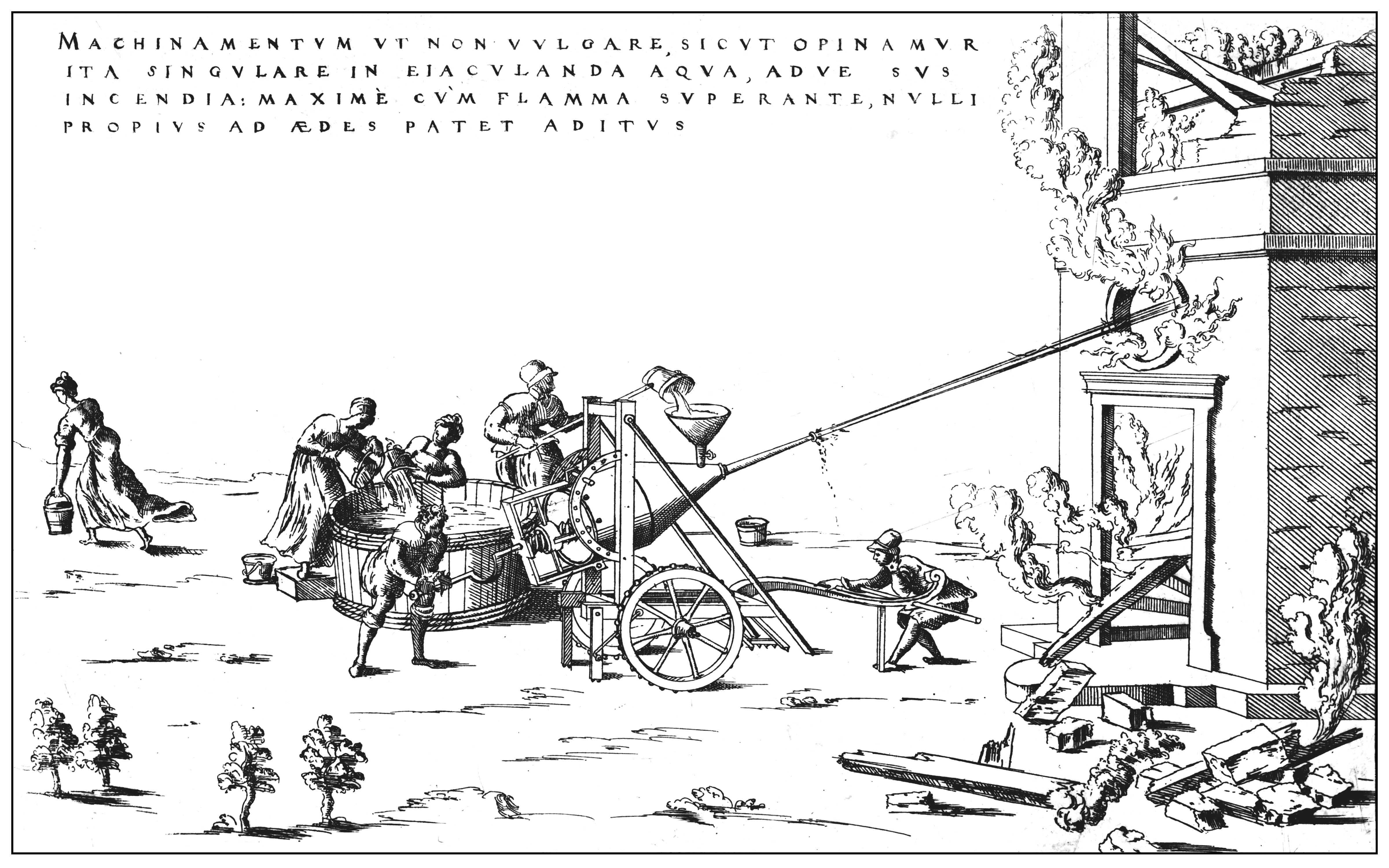
brandspuit met zuiger en schroefspil, de blussers behoeven niet zo dicht bij het vuur te komen.

### Bijschriften
Cosmolabe
Instrument universelle concernant
Toutes obseruations qui se peuvent faire par les sciences mathematiques tant au ciel, en la terre, comme en la mer.

Universeel instrument betreffende:
alle waarnemingen die door wiskundige wetenschappen gedaan kunnen worden in de lucht, op aarde en in de zee.
De aanbevelings brief aan koningmoeder Catharina de' Medici besluit als volgt: 
Ma Dame, mon vray et principal exemplaire, illustré de figures propres  et conuenables pour éclarcir
et rendre plus familiers les endroitz qui en ont de besoin: en attendant que par vostre liberalité i' aye
reconnert le temps et les facultex de faire chosès plus grandes et plusrares, et autant dignes de vostre
grandeur, comme ie m'asseure qu'elles feroyent viies et profitables pour toute la Republique.

"Mijn Vrouwe, mijn ware en belangrijkste exemplaar, geïllustreerd met afbeeldingen die passend en geschikt zijn om de 
delen die het nodig hebben te verhelderen en er meer vertrouwd mee te maken.
In afwachting dat ik, door uw goedwillendheid, de tijd en de middelen zal verkrijgen om grotere en zeldzamere dingen te doen, 
die uwe grootsheid waardig zouden zijn, aangezien ik zeker weet dat ze bruikbaar en nuttig zouden zijn voor de hele Republiek.
door uw zeer nederige en zeer gehoorzame dienaar,
Jacques Besson"
Schroefdraaddraaibank
Tierce espeçe de tour non encore veue,& qui n’est pas sans subtilité,pour engraver petit à petit la vis alentour de toute piece longue &  ronde,voire mesmes ouale.

Derde type draaibank, nog niet eerder gezien en niet zonder subtiliteit, om geleidelijk schroefdraad rond een lang en rond stuk te graveren, of zelfs een stuk ijzer.
Lierbazuin
Nouvelle facon d’instrument de musique,duquel les cordes estans de métal, & touchees de l’archet & des doigts, rendent un fon fort plaisant,& à plusieurs parties note contre note, lequel son participe ensemblement à celuy du violon ,ou lyre, ou clairon.

Een nieuw type muziekinstrument, waarvan de snaren van metaal zijn, en die, wanneer ze met de strijkstok en vingers worden bespeeld, een heel aangenaam geluid voortbrengen, bestaande uit verschillende tonen, die samenspelen met de klank van de viool, lier of bugel.
Horizontale windturbine
Nouvelle composition de machine, à laquelle il y a une roue gar nie de toiles, qui est poussee par le vent si fort au dessus le dôme d’une tour qu'elle peut amener en ayant l'eau d’une profondeur infinie.

Nieuwe samenstelling van de machine, waarin zich een met zeildoek bekleed wiel bevindt, dat door de wind zo krachtig boven de koepel van een toren wordt voortbewogen dat het water van oneindige diepte kan brengen.
Brandweerspuit
Espece d’artifice nouveau, propre à jetter l'eau contre le feu,mesmement lors que la flamme empesche que nul ne peut approcher de l'edifice qui ard.

Een nieuw soort kunstgreep waarmee water tegen het vuur gegooid kan worden, zelfs wanneer de vlammen ervoor zorgen dat niemand in de buurt van het brandende gebouw kan komen.